# Голливудский струнный квартет
Голливудский струнный квартет (англ. Hollywood String Quartet) — американский струнный квартет, ключевыми фигурами которого были супруги Феликс Слаткин (первая скрипка) и Элинор Аллер (виолончель).
Был основан в 1939 г., но распущен двумя годами позже в связи с поступлением Слаткина на армейскую службу. По окончании Второй мировой войны в 1945 г. квартет был восстановлен и продолжал своё существование до 1961 г. В 1950 г. музыканты квартета (и присоединившиеся к ним второй альтист Элвин Динкин и второй виолончелист Курт Реер) посетили Арнольда Шёнберга, чтобы исполнить ему его раннее сочинение «Просветлённая ночь»; глубоко впечатлённый композитор настолько одобрил исполнение, что согласился написать текст к выпущенной квартетом записи этого произведения. В 1959 г. Голливудский квартет был удостоен премии «Грэмми» за исполнение Струнного квартета № 13 Людвига ван Бетховена, став первым лауреатом в новой номинации «Лучшее исполнение камерной музыки». Другая наиболее заметная страница в истории ансамбля — альбом «Close to You» (1957), записанный Фрэнком Синатрой в сопровождении Голливудского квартета.

## Состав
Первая скрипка:
- Феликс Слаткин

Вторая скрипка:
- Иоахим Чессман (1939—1941)
- Пол Шур (1945—1958)
- Джозеф Степански (1958—1961)

Альт:
- Пол Робин (1939—1954)
- Элвин Динкин (1954—1961)

Виолончель:
- Элинор Аллер